# Фаллуджа (плотина)
Фаллуджа (араб. سدة الفلوجة‎) — плотина на Евфрате недалеко от одноимённого города в иракской провинции Анбар. Строительство плотины было завершено в 1985 году. В отличие от других плотин на Евфрате Фаллуджа не является гидроэлектростанцией; её основная функция заключается в повышении уровня воды в реке для орошения сельскохозяйственных земель. Плотина состоит из двух отдельных частей. Основная имеет десять ворот размером 16 на 8,5 метров, общий сток которых составляет 3600 кубометров воды в секунду. Вторая часть на левом берегу реки имеет восемь ворот шириной 6 метров, которые отводят воду к двум оросительным каналам. Их максимальный сток составляет 104 кубометра воды в секунду.
Возведение плотины впервые было предложено в 1923 году как часть большого проекта по увеличению производства хлопка в Ираке. Однако строительство началось гораздо позже. Для того, чтобы вода не мешала строительству, плотина возводилась не на русле Евфрата, а рядом с ним. К плотине воды Евфрата были направлены только в 1985 году, когда строительство было завершено. После вторжения в Ирак войск международной коалиции в 2003 году плотина подверглась реконструкции.
При захвата Фаллуджи Исламским государством Ирака и Леванта в апреле 2014 года боевики взяли плотину под свой контроль и закрыли на несколько дней её ворота. Позже из-за наводнения в вышерасположенных участках и чрезмерного уровня воды в водохранилище ворота были открыты. Также при открытии плотины боевики предприняли попытку смыть наступающие иракские войска.
14 июня 2016 года начальник полиции Ирака сообщил, что войска очистили плотину Фаллуджа от ИГИЛ и водрузили иракский флаг на её гребне. Командующий федеральной полицией заявил, что иракские силы полностью контролируют плотину.